# Falun
Pour les articles homonymes, voir Falun (homonymie).
Falun, API /'fɑːlʉn/, est le chef-lieu de la Dalécarlie, dans le centre de la Suède. Elle compte 37 291 habitants en 2010. C'est aussi le chef-lieu de la commune de Falun.
Le rouge typique des maisons suédoises est maintenant appelé « rouge de Falun » (Faluröd) puisqu'il provenait du cuivre extrait à Falun. Falun est située dans le district de Kopparberg, et la zone d'extraction minière (sv) a été promue au patrimoine de l'humanité de l'UNESCO (voir Grande montagne de cuivre de Falun). 
Aujourd'hui, la ville à proprement parler de Falun compte 37 300 habitants et avec sa ville voisine de Borlänge, forme un ensemble de près de 102 000 habitants, poumon de la Dalécarlie. La ville comporte également une partie de l'Université de Dalécarlie (Högskolan Dalarna) et chaque année elle accueille les Swedish Ski Games dans sa zone de ski et de saut à ski Lugnet. Elle abrite une usine d'assemblage du constructeur suédois de camions et de bus Scania.
Falun était candidate pour les Jeux olympiques d'hiver de 1992 (Albertville, France), 1988 (Calgary, Canada) et de 1984 avec Göteborg (Sarajevo, Yougoslavie) mais n'en a jamais eu la responsabilité. La ville a néanmoins organisé les championnats du monde de ski nordique en 1954, 1974, 1993 et 2015.

## Histoire
Située au bord du lac Runn, la ville de Falun a acquis son statut particulier et privilégié en 1641. À cette époque, Falun était déjà l'une des villes principales de Suède. En effet, elle existait au XIVe siècle comme ville marchande pour les terres alentour. 
L'extraction du cuivre était au centre de la vie économique de la ville depuis le milieu du XIIIe siècle. Et la grande mine de cuivre de Falun est une des plus grandes au monde. On sait de manière certaine que la mine fonctionnait depuis 1347 mais on suppose que les vrais débuts remontent au début du Moyen Âge. Durant des siècles, la mine a apporté richesse — au XVIIe siècle, un tiers de la production mondiale de cuivre provenait de Falun — non seulement à Falun mais également à la Suède tout entière. La mine est une des raisons de l'embellie qu'a connu l'économie suédoise pendant le XVIIe siècle. 
En 1690, le savant Christopher Polhem avait inventé un monte-charge destiné à remonter et à transporter le minerai dans les galeries, par un chariot sur crémaillère, remplaçant la traction à câbles, mû par l'énergie d'une roue à aubes. Le roi Charles XI lui demanda de moderniser Falun.
En 1810, la Suède ne produit plus que 1 100 tonnes de cuivre, dont 600 pour la principale mine du pays, celle de Falun, dont la production a été divisée par onze par rapport à ses sommets historiques, à la suite d'éboulements en 1640 et de l’épuisement progressif du gisement. Ce n'est que dans les années 1990 que la mine a cessé de fonctionner.

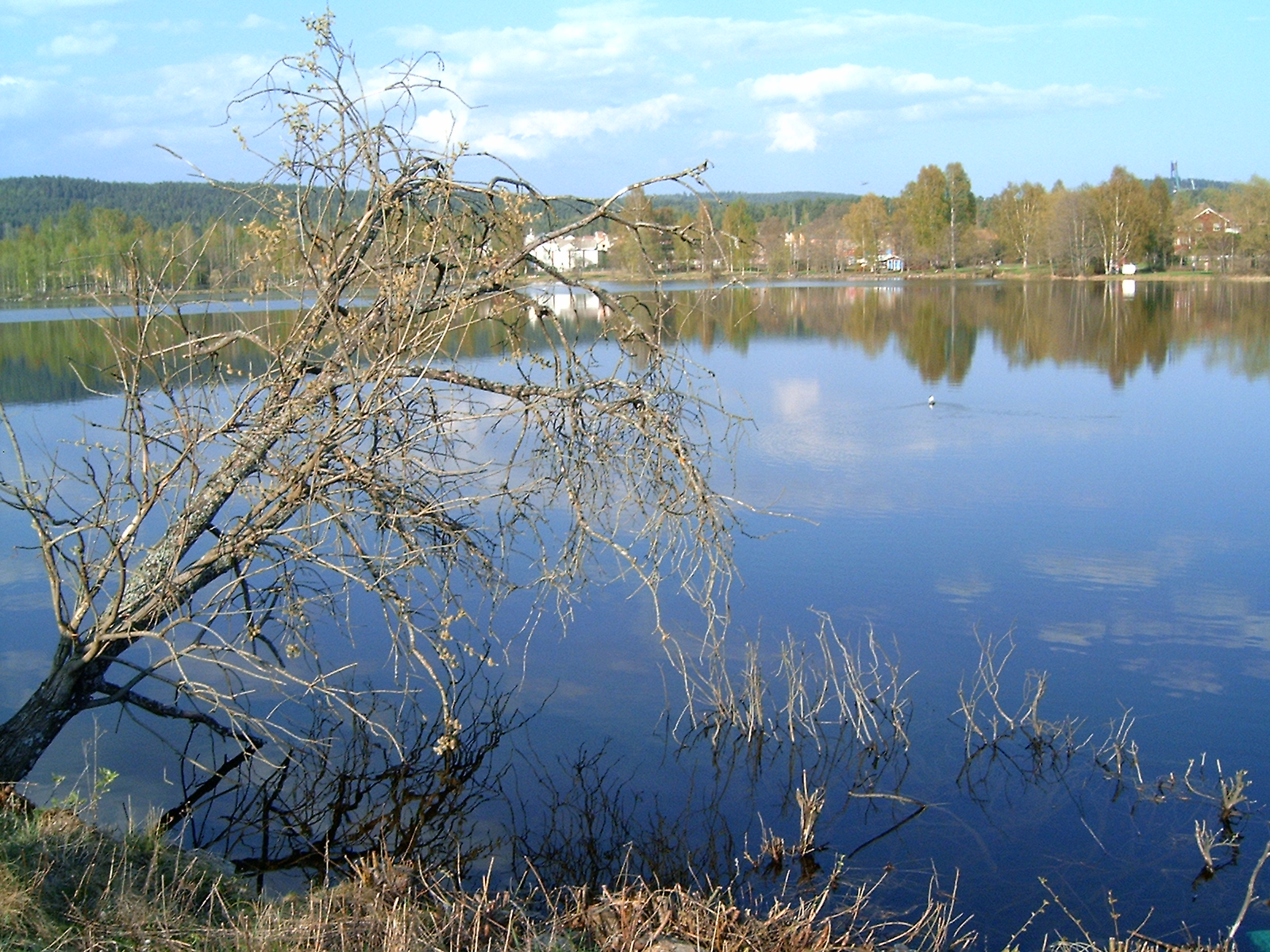
Östanforsån à Falun.
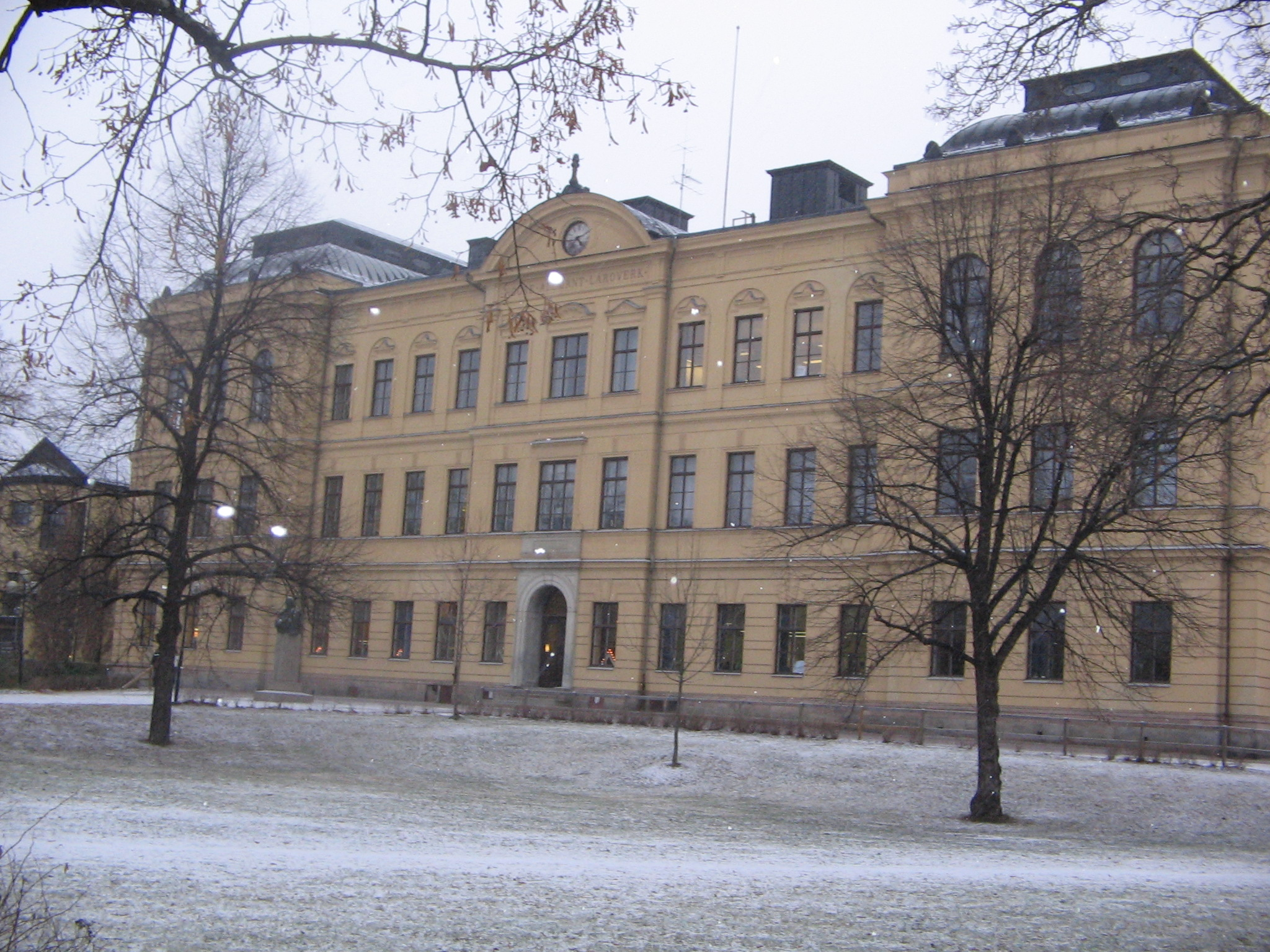
Kristinegymnasiet (lycée de Christine) à Falun.
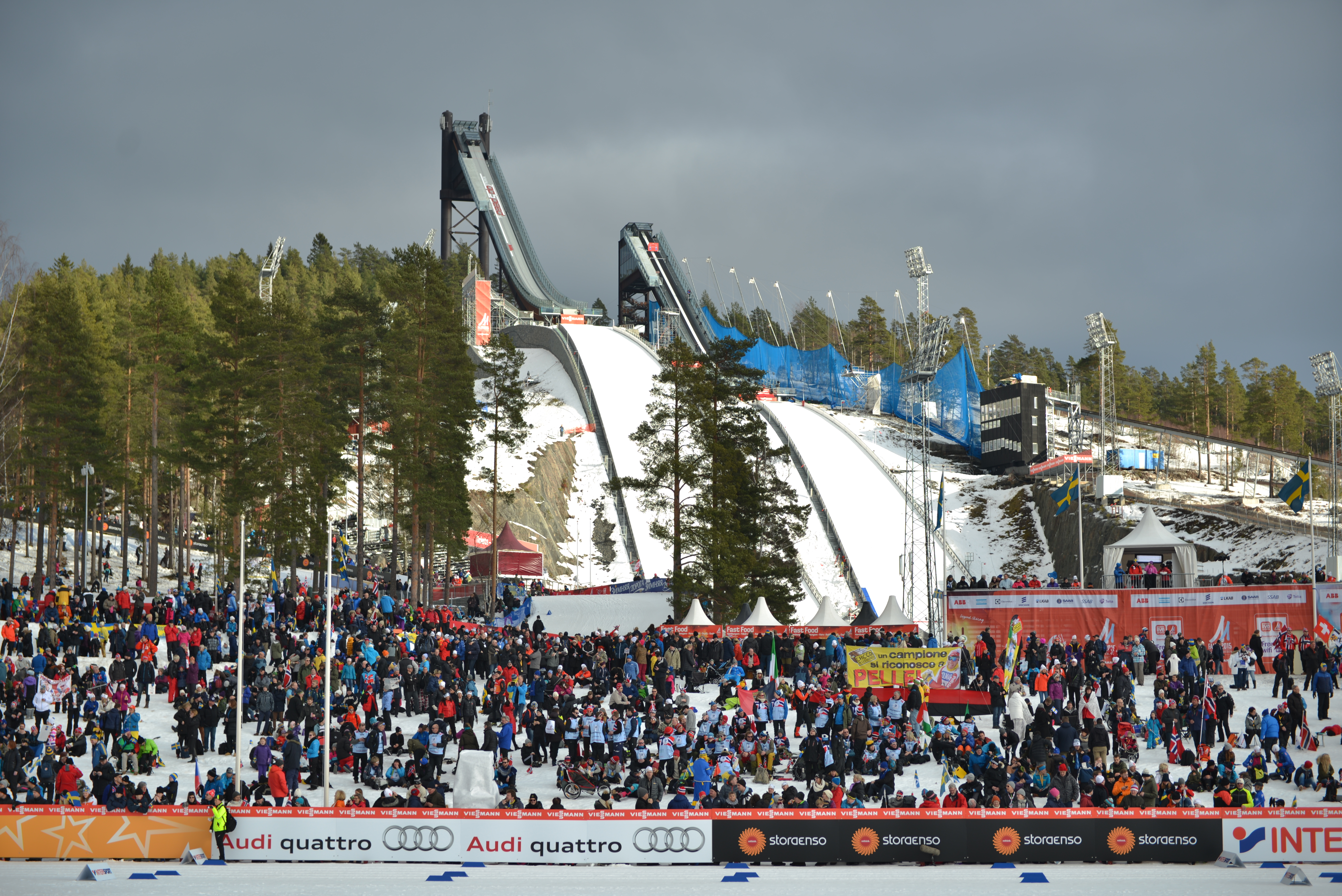
Ski nordique
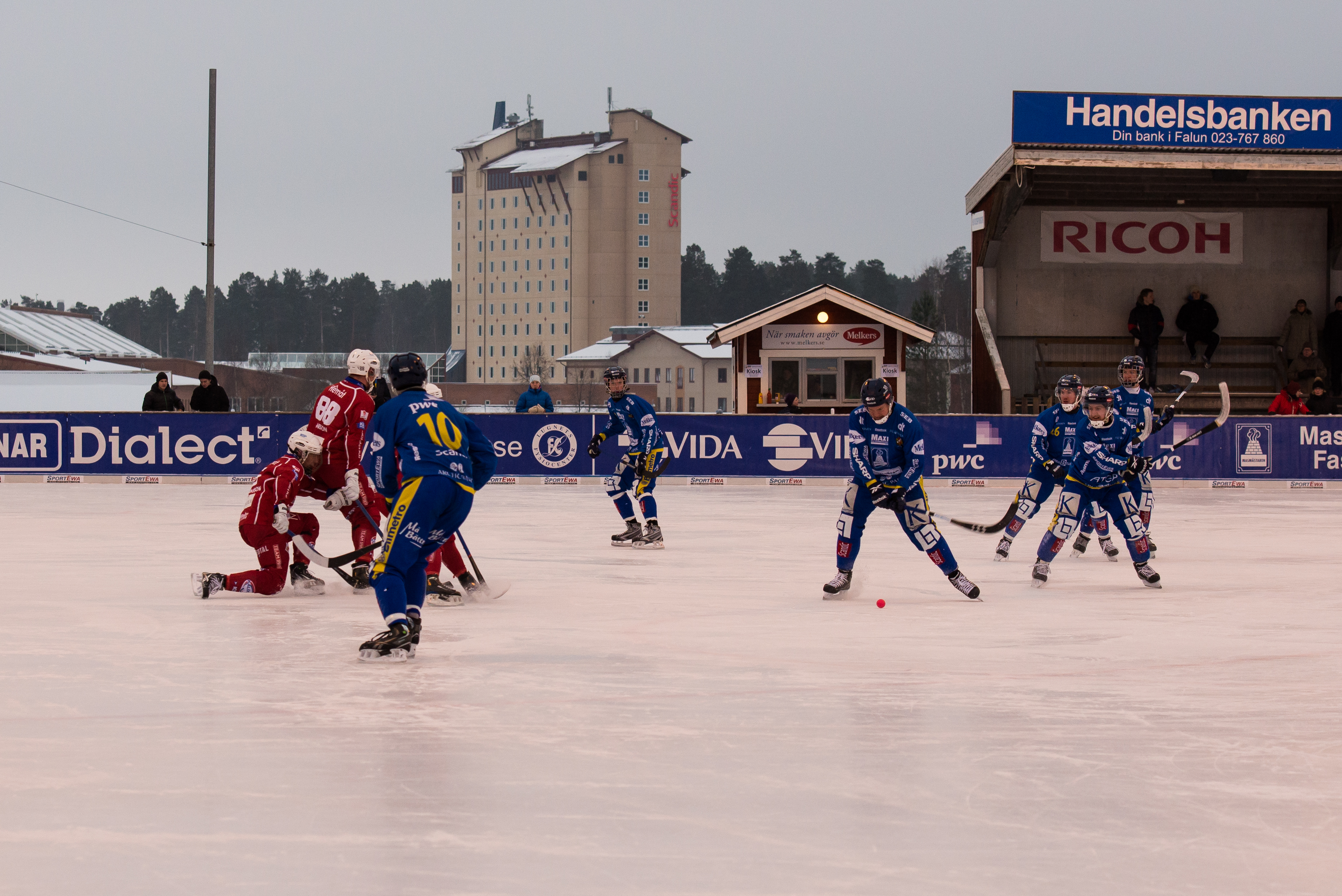
Bandy

## Personnalités de Falun

### Natifs de Falun
- Lina Leandersson, actrice.
- Sabaton, groupe de power metal.
- Mattias Ekström, pilote automobile.
- In Mourning, groupe de death metal.
- Twilight Force, groupe de power metal.
- Gaupa, groupe de stoner rock.
- Zećira Mušović, footballeuse internationale suédoise.
- Brothers of Metal, groupe de power metal.
- Patrik Carlgren, footballeur

### Autres personnalités liées à Falun
- Carl Larsson, peintre, est décédé à Falun (en 1919) après avoir longtemps vécu au village de Sundborns (près de Falun) avec son épouse la décoratrice et illustratrice Karin Larsson née Bergöö.

## Dans la culture
- Retrouvailles inespérées (de), court récit du poète allemand Johann Peter Hebel (1811).
- Les Mines de Falun, nouvelle fantastique de l'auteur allemand E. T. A. Hoffmann (1819).